# Wolfgang Nordwig
Wolfgang Nordwig (* 27. srpen 1943, Chemnitz, Sasko) je bývalý východoněmecký sportovec, atlet, olympijský vítěz a bývalý světový rekordman ve skoku o tyči.
Patřil mezi nejlepší skokany o tyči druhé poloviny 60. let a začátku 70. let 20. století. Prvním velkým úspěchem byl zisk zlaté medaile na ME 1966 v Budapešti výkonem 5,10 m. Na evropských halových hrách 1967 Praze obsadil 3. místo. Zúčastnil se i evropských halových her 1968 v Madridě.
Na olympijských hrách 1968 v Mexiku získal bronzovou medaili ve stejném výkonu (5,40 m), jako vítěz soutěže Američan Bob Seagren. Podruhé vyhrál na evropských halových hrách 1969 v Bělehradě. Obhájil titul mistra Evropy na ME 1969 v Aténách.
Získal bronz na halovém mistrovství Evropy 1970 ve Vídni. Dne 17. června 1970 vytvořil nový světový rekord výkonem 5,45 m, který zlepšil na 5,46 m 3. září 1970 na univerziádě v Turíně. Zvítězil na halovém mistrovství Evropy 1971 v Sofii. Získal třetí titul mistra Evropy na ME 1971 v Helsinkách, a podruhé na halovém ME 1972 v Grenoble.
Největšího úspěchu dosáhl Nordwig na letní olympiádě 1972 v Mnichově, kde získal zlatou medaili v olympijském rekordu výkonem 5,50 m, který je i jeho osobním rekordem. Bylo to poprvé, kdy zlato ve skoku o tyči na olympiádě nezískal závodník z USA. Ve stejném roce Nordwig ukončil závodní kariéru.
Byl mistrem NDR ve skoku o tyči v letech 1965-1972.